# Otto Klauwell
Otto Adolf Klauwell (* 7. April 1851 in Langensalza; † 11. Mai 1917 in Köln) war ein deutscher Komponist.
Otto Klauwell studierte in Leipzig und war später ein gefragter Kompositionslehrer in Köln sowie ein bekannter Musikschriftsteller.

## Werke
Klauwells Werke sind im nachromantischen Stil gehalten und umfassen Kammermusik sowie zwei Opern.
- Das Mädchen vom See (Köln, 1889)
- Die heimlichen Richter (Elberfeld, 1902)
- Abendfrieden für Chor und Orchester
- Ouvertüren
- Kammermusikwerke, Klavierstücke, Lieder

## Schriften
- Die Formen der Instrumentalmusik. Internationale Verlags- und Kunstanstalt, Leipzig 1893, Leipzig : Leuckart, 1918
- Geschichte der Sonate. Von ihren Anfangen bis zur Gegenwart. 1899 (Kessinger Legacy Reprints, 2010)
- Theodor Gouvy. Sein Leben und seine Werke. Harmonie, Berlin 1902
- Studien und Erinnerungen. Gesammelte Aufsätze über Musik. H. Beyer & Söhne (Beyer & Mann), Langensalza 1906
- Geschichte der Programmusik von Ihren Anfangen bis zur Gegenwart. Breitkopf u. Härtel, Leipzig 1910 (Wiesbaden : M. Sändig, 1968)